# Japonia na Zimowych Igrzyskach Olimpijskich 2006
Japonię na Zimowych Igrzyskach Olimpijskich 2006 reprezentowało 110 sportowców.
Chorążym ekipy japońskiej podczas ceremonii otwarcia był łyżwiarz Jōji Katō.

## Zdobyte medale
| Medal | Zawodnik        | Dyscyplina sportowa  | Konkurencja |
| ----- | --------------- | -------------------- | ----------- |
| Gold  | Shizuka Arakawa | Łyżwiarstwo figurowe | Solistki    |

## Wyniki reprezentantów Japonii

### Biathlon
Mężczyźni
- Daisuke Ebisawa

sprint - 64. miejsce
- Hidenori Isa

sprint - 40. miejsce
bieg pościgowy - 37. miejsce
bieg indywidualny - 64. miejsce
- Tatsumi Kasahara

sprint - 49. miejsce
bieg pościgowy - 52. miejsce
bieg indywidualny - 68. miejsce
- Shin’ya Saitō

bieg indywidualny - 79. miejsce
- Kyōji Suga

sprint - 72. miejsce
bieg indywidualny - 14. miejsce
bieg masowy - 30. miejsce
- Tatsumi Kasahara
Hidenori Isa
Kyoi Suga
Shinya Saito

Sztafeta - 12. miejsce
Kobiety
- Tomomi Ōtaka

sprint - 69. miejsce
bieg indywidualny - 69. miejsce
- Tamami Tanaka

sprint - 32. miejsce
bieg indywidualny - 65. miejsce
- Ikuyo Tsukidate

sprint - 51. miejsce
bieg pościgowy - DNF
bieg indywidualny - 55. miejsce
- Kanae Meguro

sprint - 65. miejsce
bieg indywidualny - 64. miejsce
- Tomomi Ōtaka
Kanae Meguro
Tamami Tanaka
Ikuyo Tsukidate

Sztafeta - 16. miejsce

### Bobsleje
Mężczyźni
- Suguru Kiyokawa
Ryūichi Kobayashi

Dwójki - 27. miejsce
Kobiety
- Manami Hino
Chisato Nagaoka

Dwójki - 15. miejsce

### Biegi narciarskie
Mężczyźni
- Katsuhito Ebisawa

15 km stylem klasycznym - 43. miejsce
Bieg łączony - 42. miejsce
50 km stylem dowolnym - 49. miejsce
- Shunsuke Komamura

Sprint stylem dowolnym - 43. miejsce
50 km stylem dowolnym - 59. miejsce
- Nobu Naruse

15 km stylem klasycznym - 42. miejsce
Bieg łączony - 59. miejsce
- Yūichi Onda

Sprint stylem dowolnym - 26. miejsce
- Katsuhito Ebisawa
Yūichi Onda

Sprint drużynowy stylem klasycznym - 12. miejsce
Kobiety
- Nobuko Fukuda

Sprint stylem dowolnym - 24. miejsce
- Masako Ishida

15 km stylem klasycznym - 31. miejsce
Bieg łączony - 35. miejsce
- Madoka Natsumi

Sprint stylem dowolnym - 17. miejsce
- Sumiko Yokoyama

Bieg łączony - 30. miejsce
30 km stylem dowolnym - 37. miejsce
- Chizuru Soneta

Bieg łączony - 38. miejsce
30 km stylem dowolnym - 25. miejsce
- Madoka Natsumi
Nobuko Fukuda

Sprint drużynowy stylem klasycznym - 8. miejsce
- Nobuko Fukuda
Masako Ishida
Sumiko Yokoyama
Madoka Natsumi

sztafeta - 12. miejsce

### Curling
Kobiety
- Yumie Hayashi
Moe Meguro
Mari Motohashi
Ayumi Onodera
Sakurako Terada

7. miejsce

### Kombinacja norweska
Mężczyźni
- Yōsuke Hatakeyama

Sprint - 22. miejsce
Gundersen - 32. miejsce
- Takashi Kitamura

Gundersen - 43. miejsce
- Norihito Kobayashi

Sprint - 18. miejsce
Gundersen - 16. miejsce
- Daito Takahashi

Sprint - 15. miejsce
- Akito Watabe

Sprint - 19. miejsce
- Yōsuke Hatakeyama
Norihito Kobayashi
Takashi Kitamura
Daito Takahashi

sztafeta - 6. miejsce

### Łyżwiarstwo figurowe
Kobiety
- Miki Andō

solistki - 15. miejsce
- Shizuka Arakawa

solistki - 
- Fumie Suguri

solistki - 4. miejsce
Mężczyźni
- Daisuke Takahashi

soliści - 8. miejsce
Pary
- Nozomi Watanabe
Akiyuki Kido

Pary taneczne - 15. miejsce

### Łyżwiarstwo szybkie
Mężczyźni
- Yūsuke Imai

1000 m - 20. miejsce
1500 m - 34. miejsce
- Jōji Katō

500 m - 6. miejsce
- Kesato Miyazaki

5000 m - 21. miejsce
- Kei'ichirō Nagashima

500 m - 13. miejsce
1000 m - 32. miejsce
- Takaharu Nakajima

1000 m - 27. miejsce
1500 m - 38. miejsce
- Yūya Oikawa

500 m - 4. miejsce
- Hiroyasu Shimizu

500 m - 18. miejsce
- Teruhiro Sugimori

1500 m - 24. miejsce
- Takahiro Ushiyama

1000 m - 28. miejsce
1500 m - 35. miejsce
5000 m - 27. miejsce
- Kesato Miyazaki
Takaharu Nakajima
Teruhiro Sugimori
Takahiro Ushiyama

Sztafeta - 8. miejsce
Kobiety
- Eriko Ishino

3000 m - 13. miejsce
- Nami Nemoto

1500 m - 29. miejsce
- Tomomi Okazaki

500 m - 4. miejsce
1000 m - 16. miejsce
- Sayuri Ōsuga

500 m - 8. miejsce
1000 m - 15. miejsce
- Eriko Seo

1500 m - 22. miejsce
3000 m - 21. miejsce
5000 m - 11. miejsce
- Maki Tabata

1000 m - 17. miejsce
1500 m - 15. miejsce
3000 m - 14. miejsce
5000 m - 13. miejsce
- Aki Tonoike

1000 m - 17. miejsce
- Yukari Watanabe

500 m - 15. miejsce
- Sayuri Yoshii

500 m - 9. miejsce
- Hiromi Ōtsu

1500 m - 33. miejsce
- Eriko Ishino
Nami Nemoto
Hiromi Ōtsu
Eriko Seo
Maki Tabata

Sztafeta - 4. miejsce

### Narciarstwo alpejskie
Mężczyźni
- Yasuhiro Ikuta

slalom - 49. miejsce
- Kentarō Minagawa

slalom - 4. miejsce
- Akira Sasaki

gigant - DNF
slalom - DNF
- Naoki Yuasa

slalom - 7. miejsce
- Daisuke Yoshioka

gigant - 24. miejsce
Kobiety
- Noriyo Hiroi

gigant - 26. miejsce
slalom - 29. miejsce
- Mizue Hoshi

slalom - 27. miejsce
- Mami Sekizuka

slalom - 38. miejsce

### Narciarstwo dowolne
Mężczyźni
- Ken Mizuno

skoki akrobatyczne - 25. miejsce
- Kai Ozaki

jazda po muldach - 30. miejsce
- Yūgo Tsukita

jazda po muldach - 32. miejsce
- Osamu Ueno

jazda po muldach - 20. miejsce
Kobiety
- Miyuki Hatanaka

jazda po muldach - 27. miejsce
- Kayo Henmi

skoki akrobatyczne - 21. miejsce
- Miki Itō

jazda po muldach - 20. miejsce
- Tae Satoya

jazda po muldach - 15. miejsce
- Aiko Uemura

jazda po muldach - 5. miejsce

### Saneczkarstwo
Mężczyźni
- Takahisa Oguchi

jedynki - 20. miejsce
- Shigeaki Ushijama

jedynki - 34. miejsce
- Gorō Hayashibe
Masaki Toshiro

dwójki - 12. miejsce
Kobiety
- Madoka Harada

jedynki - 12. miejsce

### Short track
Mężczyźni
- Takafumi Nishitani

500 m - 15. miejsce
- Hayato Sueyoshi

1500 m - 19. miejsce
- Saturo Terao

500 m - 6. miejsce
1000 m - 9. miejsce
1500 m - 9. miejsce
- Yoshiharu Arino
Takahiro Fujimoto
Takafumi Nishitani
Hayato Sueyoshi
Satoru Terao

Sztafeta - DNF
Kobiety
- Yuka Kamino

500 m - 14. miejsce
1500 m - 7. miejsce
- Mika Ozawa

1000 m - 9. miejsce
- Chikage Tanaka

500 m - 17. miejsce
- Ikue Teshigawara

1500 m - 17. miejsce
- Yuka Kamino
Mika Ozawa
Chikage Tanaka
Ikue Teshigawara
Nobuko Yamada

Sztafeta - 7. miejsce

### Skeleton
Mężczyźni
- Masaru Inada - 18. miejsce
- Kazuhiro Koshi - 11. miejsce

Kobiety
- Eiko Nakayama - 14. miejsce

### Skoki narciarskie
Mężczyźni
- Masahiko Harada

skocznia normalna - DSQ
- Tsuyoshi Ichinohe

skocznia duża - 25. miejsce
- Daiki Itō

skocznia normalna - 18. miejsce
skocznia duża - 42. miejsce
- Noriaki Kasai

skocznia normalna - 20. miejsce
skocznia duża - 12. miejsce
- Takanobu Okabe

skocznia normalna - 23. miejsce
skocznia duża - 8. miejsce
- Daiki Itō
Tsuyoshi Ichinohe
Noriaki Kasai
Takanobu Okabe

drużynowo - 6. miejsce

### Snowboard
Mężczyźni
- Itaru Chimura

snowboardcross - 16. miejsce
- Kazuhiro Kokubo

halfpipe - 23. miejsce
- Fumiyuki Murakami

halfpipe - 22. miejsce
- Takaharu Nakai

halfpipe - 14. miejsce
- Domu Narita

halfpipe - 35. miejsce
- Kentaro Tsuruoka

gigant równoległy - 28. miejsce
Kobiety
- Yuka Fujimori

snowboardcross - 7. miejsce
- Chikako Fushimi

halfpipe - 12. miejsce
- Mero Imai

halfpipe - 34. miejsce
- Shiho Nakashima

halfpipe - 10. miejsce
- Tomoka Takeuchi

gigant równoległy - 9. miejsce
- Sōko Yamaoka

halfpipe - 9. miejsce
- Eri Yanetani

gigant równoległy - 18. miejsce